# Tessy Bamberg-Schitter
Tessy Bamberg-Schitter (* 20. Juni 1980) ist eine ehemalige luxemburgische Fußballspielerin.

## Karriere
Bamberg-Schitter spielte für den Luxemburger Stadtteilverein FC Cebra 01.
Für die A-Nationalmannschaft bestritt sie von 2006 bis 2009 fünf Länderspiele. Sie debütierte als Nationalspielerin am 20. November 2006 im zweiten Spiel der EM-Qualifikationsgruppe 3 der 
1. Qualifikationsrunde für die Europameisterschaft 2009 in Finnland beim 4:2-Sieg über die Nationalmannschaft Maltas als Einwechselspielerin in der Nachspielzeit. In den Spieljahren 2007 und 2009 kam sie in jeweils zwei weiteren Länderspielen im Rahmen eines UEFA Mini-Turniers zum Einsatz.